# Balbína
Balbína nebo též Balbina je staré ženské jméno latinského původu. Odvozuje se od slova balbus, které znamená koktavý nebo nemluvný. Svátek slaví dne 31. března, spolu se jménem Kvido. Svatá Balbína Římská byla křesťanskou mučednicí žijící ve 2. století v Římě.
Jméno se vždy v českých zemích vyskytovalo extrémně sporadicky, nikdy nebylo příliš běžně používáno. V matričních knihách 18. a 19. století je však doložitelné. Jediná nositelka jména Balbína, žijící v Česku k roku 2016, se narodila roku 1997. Do roku 2011 žila v Česku také jedna nositelka varianty Balbina.
K roku 2014 žilo na světě přibližně 77 786 nositelek jména Balbína, nejvíce z nich v Mexiku, Brazílii a ostatních zemích Latinské Ameriky, dále pak v zemích jižní Afriky (Angola, Mozambik, Tanzanie), na Filipínách, v USA, v Evropě poté nejvíce ve Španělsku a v Polsku.
Mezi domácké podoby jména Balbína patří např. Balbínka, Balka, Bali, Balbi, Baluška, Balinka nebo Bína, Bínka apod.

## Významné osobnosti
- svatá Balbina Římská – římská mučednice
- blahoslavená Balbína z Assisi – italská řeholnice (klariska)
- Balbina Bäblerová – švýcarská archeoložka a historička
- Balbina Herrera – panamská politička a kandidátka na prezidentku při volbách roku 2009
- Balbina Monika Jagielska – známá též pouze jako Balbina, německo-polská zpěvačka a hudební skladatelka
- Balbina Pi i Sanllehy – katalánská anarchosyndikalistka, matka zpěvačky Teresy Rebullové
- Balbina Remedios – kubánská právnička a politička
- Balbina Rivero – španělská spisovatelka
- Balbina Steffenone – italská sopranistka
- Balbina Świtycz-Widacka – polská sochařka a básnířka
- Balbina Valverde – španělská herečka